# Lipton International Players Championships 1985
Lipton International Players Championships 1985 — тенісний турнір, що проходив на відкритих кортах з твердим покриттям. Це був перший турнір Мастерс Маямі. Чоловічі змагання належали до Nabisco Grand Prix 1985, жіночі - до Світової чемпіонської серії Вірджинії Слімс 1984. І чоловічі, і жіночі змагання відбулись у Laver's International Tennis Resort у Делрей-Біч (США) з 4 до 18 лютого 1985 року.

## Призові гроші
| Дисципліна                 | П        | F       | ПФ      | ЧФ      | 1/8    | 1/16   | 1/32   | 1/64   |
| Чоловіки, одиночний розряд | $112,500 | $56,250 | $28,125 | $14,250 | $8,250 | $4,500 | $2,625 | $1,265 |
| Чоловіки, парний розряд*   | $45,000  | $22,500 | $11,250 | $4,500  | $2,500 | $1,125 | $655   | Н/Д    |

*на пару

## Фінальна частина

### Одиночний розряд, чоловіки
Тім Майотт —  Скотт Девіс 4–6, 4–6, 6–3, 6–2, 6–4
- Для Майотта це був єдиний титул за сезон і 2-й - за кар'єру.

### Одиночний розряд, жінки
Мартіна Навратілова —  Кріс Еверт-Ллойд 6–2, 6–4
- Для Навратілової це був 2-й титул в одиночному розряді за рік і 101-й — за кар'єру.

### Парний розряд, чоловіки
Пол Еннекон /  Хрісто ван Ренсбург —  Шервуд Стюарт /  Кім Ворвік 7–5, 7–5, 6–4
- Для Еннекона це був 1-й титул за рік і 2-й - за кар'єру. Для Ренсбурга це був 1-й титул за рік і 3-й за кар'єру.

### Парний розряд, жінки
Джиджі Фернандес /  Мартіна Навратілова —  Кеті Джордан /  Гана Мандлікова 7–6(7–4), 6–2
- Для Фернандес це був 1-й титул за рік і 1-й — за кар'єру. Для Навратілової це був 1-й титул за рік і 202-й - за кар'єру.

### Змішаний парний розряд
Гайнц Ґюнтгардт /  Мартіна Навратілова —  Майк Бауер /  Катрін Танв'є 6–2, 6–2

## Нотатки
1. ↑  Світова чемпіонська серія Вірджинії Слімс 1984 тривала від березня 1984 року до березня 1985-го.[1]